# Micro-ATX

マザーボードのサイズ比較

Micro-ATX（読み：マイクロエーティーエックス、別の表記：microATX、μATX、uATX、mATX、など）は、1997年に制定されたマザーボードの規格、パーソナルコンピュータのフォームファクタ。マザーボードのサイズは244×244mm（9.6×9.6インチ）で、ちょうどスタンダードATXの横幅（長辺）を20パーセント縮小して正方形化したサイズである。

## 後方互換性
Micro-ATXはATX規格に対する後方互換性が確保されている。例えばMicro-ATXマザーボードを取り付けるネジ穴の位置は、ATXマザーボードの該当ネジ穴と一致しており、I/Oパネルも同一であるためATX用のケースにも取り付けることができる。また通常電源コネクタも共通なためATX用電源を使用することができる。チップセットに関しても、従来の2チップ構成（ノースブリッジ、サウスブリッジ）、あるいは現在の1チップ構成いずれも、マザーボードメーカーは製品シリーズで共通のチップセットを搭載し、フォームファクタ毎の制約を除くと、電源フェーズ、オンボード機能のグレード、Wi-Fi、コネクタ数など付加価値のみによる差別化がほとんどである。

## 拡張性

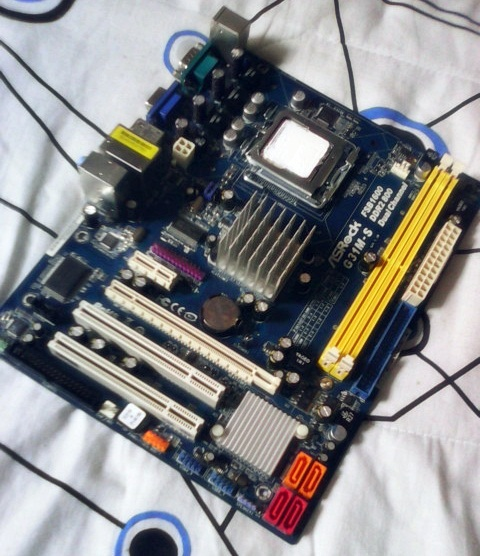
ASRockのMicro-ATXマザーボードG31M-S

ATXの拡張スロット（PCI/PCIe）7基、DIMMスロット8基に対し、Micro-ATXはそれぞれ4基、4基と少ない。ただし更に一回り小型のフォームファクタであるMini-ITXのそれぞれ1基、2基より遥かに高い拡張性を有している。またMicro-ATXに限らずマザーボードメーカーは、グラフィック等の機能を極力オンボードに統合し、拡張スロットを節約する工夫を加えており、ATXに対する拡張スロット約半減のデメリットは薄れつつある。例えばASRockのマザーボード「G31M-S」（右写真）は、グラフィックス（Intel GMA）、サウンド（High Definition Audio）、ネットワーク（Realtek）をオンボード搭載し、拡張スロットをすべて空けたままPC環境が構築可能となっている。
これはMicro-ATXの主な用途となる、省スペースPCや、メディアセンター的なホームシアターPCなど、ケース内のスペースが厳しいシステムを組む際にも有利な特性である。ただしそれら小型ケースの場合、物理的なサイズの制約から、特に電源やビデオカードなど大型のパーツが搭載不可能となることもある。
かつて自作PC市場では、Micro-ATXによるシステム構築は低コストや省スペースの追及に特化し、パフォーマンスを追求するATXとは明確に差別化されていた。しかし2006年頃からマルチGPUに対応するなど、ハイパフォーマンスなゲーミング/エンスージアスト向けMicro-ATX製品も登場し始め、2010年代以降は超大容量メモリを搭載するようなハイエンドPCを除くと、フルサイズATXの性能に肉薄するに至った。